# غيوم بوستل

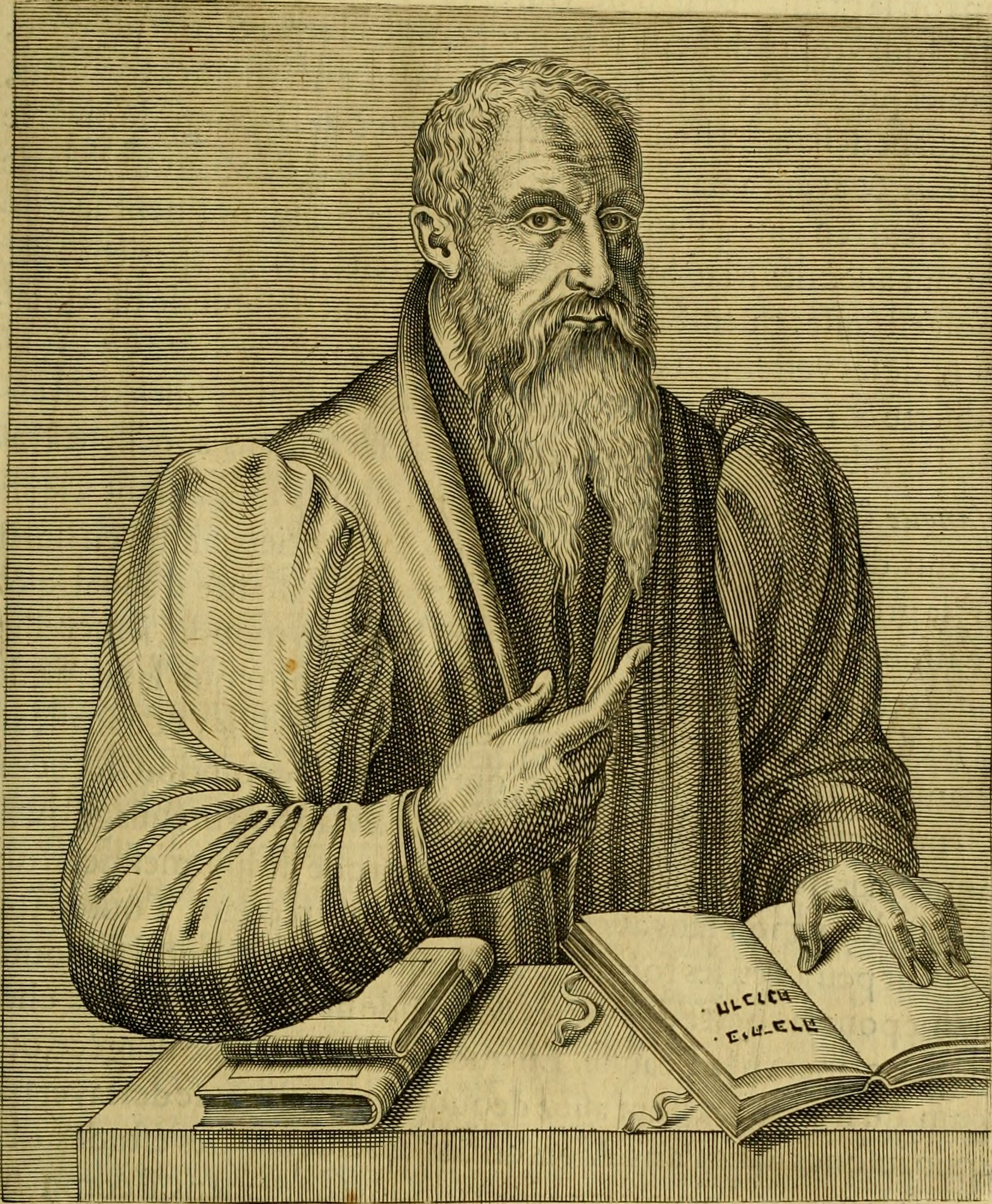
غيوم بوستل، 1584 م.

غيوم بوستل (بالفرنسية: Guillaume Postel) (20 آذار\مارس 1510 - 6 أيلول\سبتمبر 1581 م) هو مستشرق وفلكي ونحوي ودبلوماسي فرنسي.
ولد في قرية بارنتون في باس-نورمندي، انتقل إلى باريس للدراسة. أثناء دراسته في كلية سانت بارب، أصبح مطّلعاً على «إغناطيوس دي لويولا» وغيره من الرجال الذي أسسوا «شركة يسوع» وفضل الانتماء إليهم مدى الحياة.

## الدبلوماسية والمنح الدراسية
كان بوستيل بارعاً في اللغة العربية واللغة العبرية واللغة السريانية وغيرها من اللغات السامية فضلاً عن اللغات الكلاسيكية اللغة الإغريقية واللغة اللاتينية.
من أهم آثاره كتاب في النحو العربي أصدر عام 1539م و«جمهورية التُّرْك»، وفيه يرسم صورة مثالية للمجتمع العثماني.

## أعماله
- وصف لسورية، كتاب كتبه عام 1540.

## روابط خارجية
- غيوم بوستل على موقع الموسوعة البريطانية (الإنجليزية)